# Геррен ап Дунгарт
Геррен ап Дунгарт (корн. Gerren ap Dungarth; 670—710) — король Думнонии (700—710).

## Биография
Геррен ап Дунгарт был сыном короля Думнонии Дунгарта ап Кулмина, которому наследовал в 700 году.
Известно письмо, направленное около 700—705 годов святым Альдхеймом королю Геррену с требованием, чтобы церковь Думнонии признала доктрину Святого Престола. Разногласие между церквями наблюдалось в вопросах о дне празднования Пасхи и о форме тонзуры у монахов.
Вероятно, король Думнонии отвергнул требование и поплатился за это вторжением в свои владения короля Уэссекса Ине. В битве с ними в 710 году Геррен ап Дунгарт погиб и ему наследовал его брат Ител ап Дунгарт.